# Uncaria cordata
Uncaria cordata là một loài thực vật có hoa trong họ Thiến thảo. Loài này được (Lour.) Merr. miêu tả khoa học đầu tiên năm 1917.